# Ordino
Ordino es una parroquia situada en el extremo noroeste del Principado de Andorra. Su población el año 2015 era de 4687 habitantes.
Está situado a una altitud de 1298 m s. n. m., con una superficie de 90 km² y una densidad de población de 52,7 hab/km².
Los pueblos más importantes son: Ansalonga, Arans, El Serrat, La Cortinada, Llorts, Ordino, Segudet y Sornàs, los cuales constituyen la zona menos poblada del país.
Actualmente gobierna ACO+DA+SDP+Independents. 

## Geografía
En Ordino podemos encontrar (referente al relieve y a sus parques naturales) el pico de Casamanya de 2.739 metros; el pico de la Font Blanca, de 2.903 m (uno de los picos más altos de Andorra, situado cerca de Arcalís), el valle de Sorteny, el valle de Rialp, el pico de Tristaina y el puerto de Siguer, fronterizo con Francia, al igual que el Port de Rat (port du rat en francés).
Los pueblos de la parroquia de Ordino se ordenan a lo largo del eje del Valira del Norte.

## Historia
Históricamente, Ordino destacó por sus fargas. La prueba que deja patente que Ordino fue un centro fargaire muy importante es que buena parte de los restos que quedan de la época fargaire en Andorra se encuentren en Ordino. Podríamos poner como ejemplos la Farga del Serrat, la farga Rosell (que aunque se sitúe en territorio masanenco, además de encontrarse en la frontera con la parroquia de Ordino, pertenecía a casa Rosell, una familia ordinesa), hoy convertida en un museo; y la mina de hierro de Llorts, de donde se extraía la materia prima. La última farga cerró a finales del siglo XIX, debido a la feroz competencia de la industria siderúrgica y del hierro nacidas como consecuencia de la primera revolución industrial.
A pesar de ser el centro industrial histórico andorrano, Ordino se considera su centro cultural. Fue en Ordino donde se escribió el Manual Digest (1748), conocido también como la "Biblia andorrana", manual que, inspirado en la "Encyclopedie française" y el pensamiento ilustrado, habla sobre el funcionamiento del Estado andorrano del siglo XVIII, su historia y sus "usos i costums" ("usos y costumbres" en castellano, podrían considerarse las leyes que regían este pequeño Estado antes de la constitución de 1993). El autor fue el ordinés Antoni Fiter y Rossell.
En 1983 se inauguró la estación de esquí de Ordino-Arcalís, situada al norte de El Serrat, donde podemos encontrar, “la coma d’Arcalís”, final de etapa habitual en el tour de Francia.
Ordino, además, es la población elegida por Ucrania para albergar su Consulado Honorario en el Principado de Andorra.

## Patrimonio
- Iglesia de San Martín de la Cortinada.[3]
- Capilla de casa Rossell.[4]

## Deporte
- FC Ordino juega en la Primera División y la Copa Constitució.

## Museos
De Ordino se pueden destacar varios museos: 
- El Museo de la Microminiatura de Nicolai Siadristy.
- El Museo Iconográfico Sant Jordi y del Cristianismo.
- El Museo postal de Andorra.
- El Museo Casa de Areny-Plandolit: la casa Areny Plandolit fue la casa de una de las familias de "fargaires" más importantes del Pirineo, a diferencia de la casa Rull de Sispony, que era sólo la casa de una familia perteneciente a la aristocracia rural andorrana.
- El Centro de Naturaleza de La Cortinada.

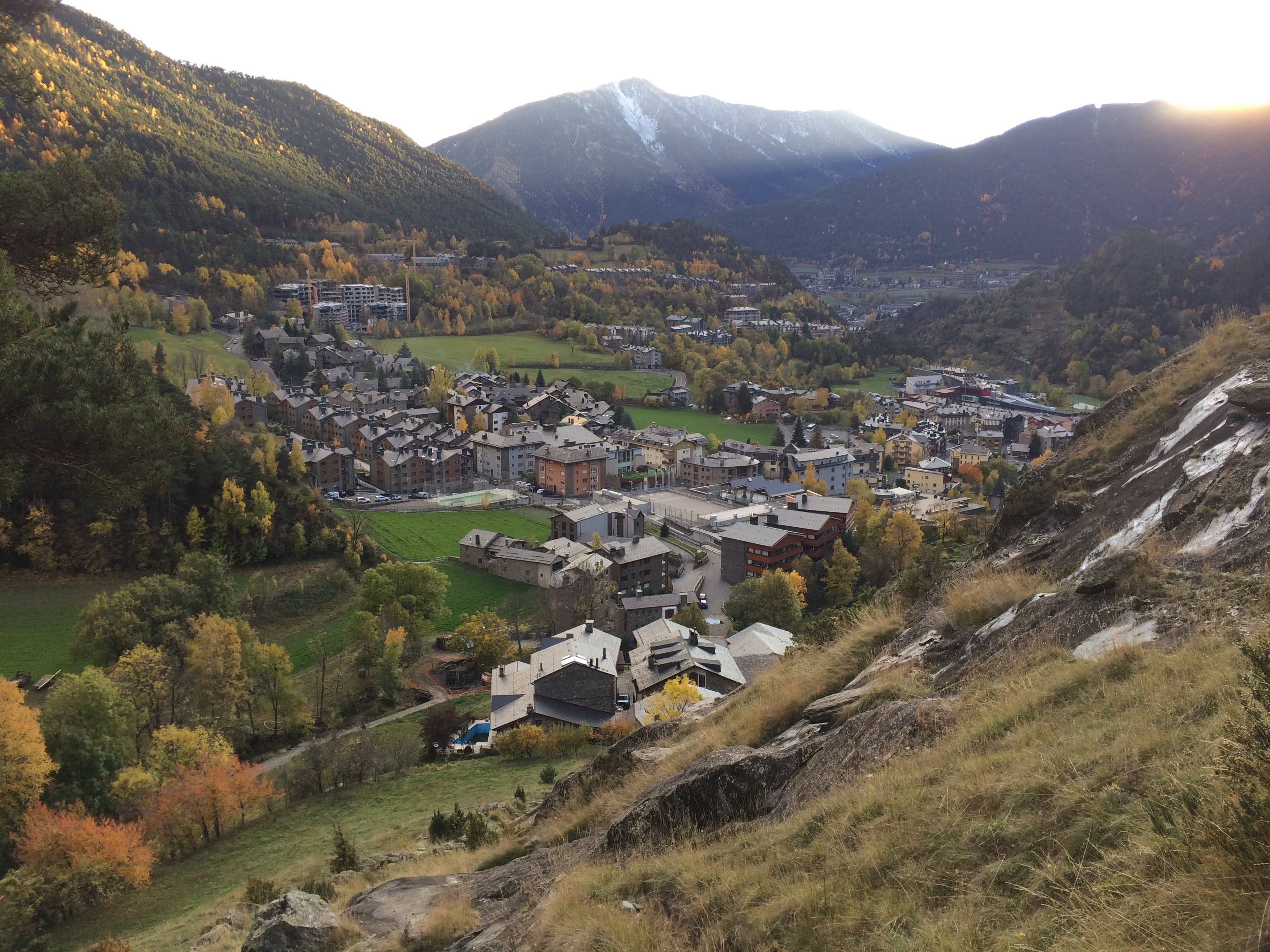
Ordino en otoño

## Referencias

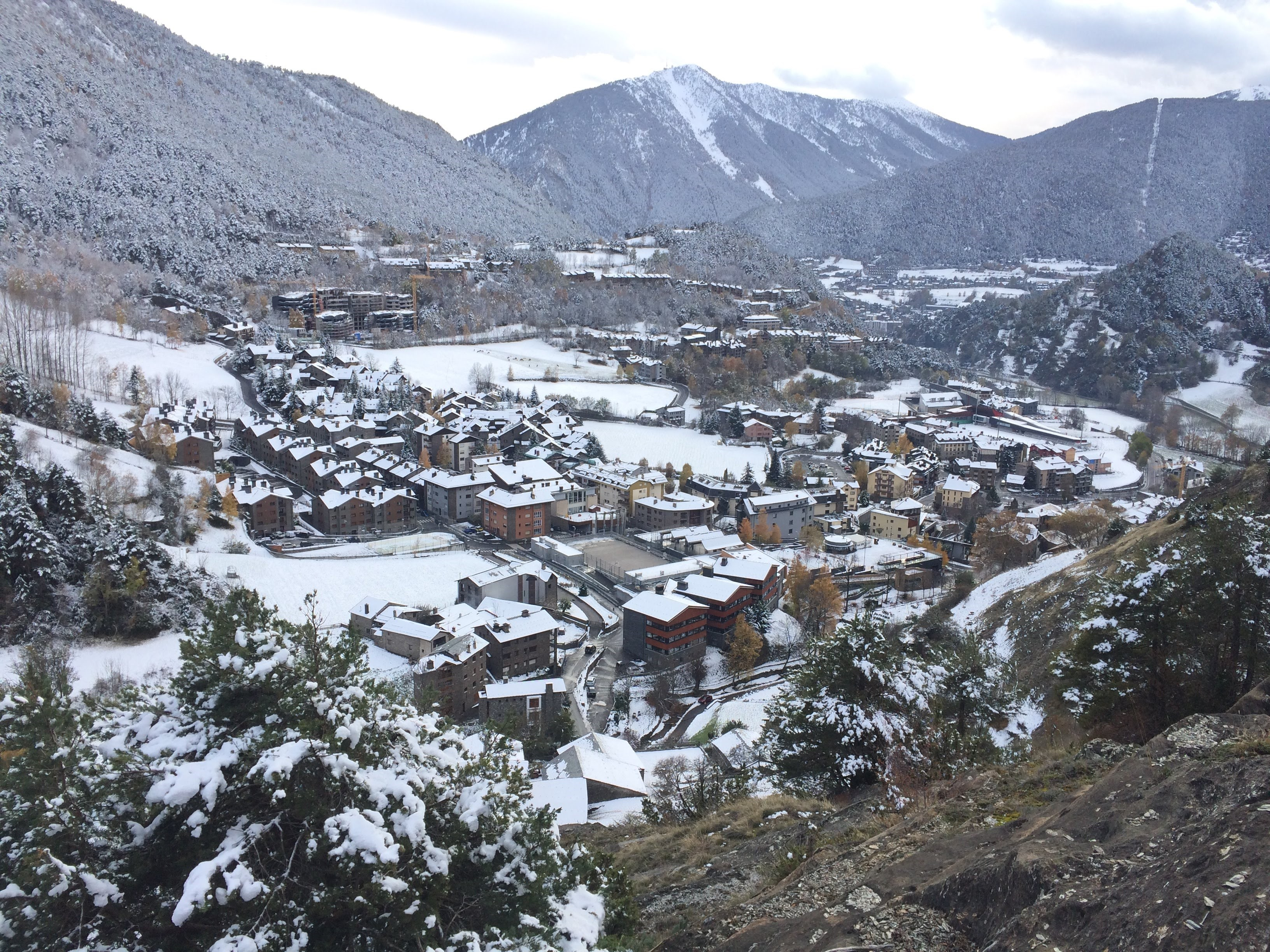
Ordino en invierno